# Ucieczka (film 1996)
Ucieczka (węg. Szökés, 1996) – węgiersko-polsko-niemiecki film obyczajowy.

## Obsada
- Daniel Olbrychski – Nadporucznik
- Artur Żmijewski – Gyula Molnar
- Krzysztof Kolberger – Ory
- Dariusz Kurzelewski – Mozes
- Laszlo Zsolt – Haraszti
- Adam Schnoll – Pal
- Barna Illyes – Mendel
- Janos Degi – Kihut
- Judit Pogany
- Barbara Hegyi
- Gyula Bodrogi
- Andor Lukats
- Tamas Baliko

i inni

## Wersja polska
Opracowanie: Master Film
Reżyser: Miriam Aleksandrowicz
Dialogi: Joanna Klimkiewicz
Dźwięk: Danuta Zankowska
Montaż: Krzysztof Podolski
Kierownik produkcji: Zbigniew Stanek
Tekst piosenki: Marcin Sosnowski
Piosenkę śpiewał: Jacek Czyż
Wystąpili:
- Mieczysław Morański – Haraszti
- Andrzej Grabarczyk – Pal
- Jacek Czyż – Mendel
- Jacek Bończyk – Kihut
- Tomasz Zaliwski
- Mikołaj Müller
- Dariusz Odija
- Piotr Plebańczyk
- Wojciech Szymański
- Stanisław Brudny
- Andrzej Gawroński
- Elżbieta Kopocińska-Bednarek
- Elżbieta Jędrzejewska
- Krystyna Kozanecka

i inni